# Platytomus micros
Platytomus micros är en skalbaggsart som beskrevs av Bates 1887. Platytomus micros ingår i släktet Platytomus och familjen Aphodiidae. Inga underarter finns listade i Catalogue of Life.